# Ulstein SX175
Ulstein SX175 bezeichnet eine aus zwei Einheiten bestehende Baureihe von Offshore-Service-Schiffen, die 2016 bzw. 2017 ausgeliefert wurden.

## Geschichte
Der international als Service Operation Vessel bezeichnete Schiffstyp wurde von Ulstein Design & Solutions als Transferschiff für Wartungsarbeiten in Offshore-Windparks entworfen. Die Schiffe wurden am 9. Januar 2015 bei der norwegischen Ulstein-Werft von BS Offshore, der 2015 gegründete Offshore-Sparte von Bernhard Schulte, bestellt. Die Rümpfe der Schiffe entstanden bei der Crist-Werft in Polen, für die Ausrüstung und Erprobung war die Ulstein-Werft verantwortlich.
Die unter deutscher Flagge fahrenden Schiffe werden von Bernhard Schulte Shipmanagement (Deutschland) bereedert. Sie werden von Windea Offshore, einem 2011 gegründeten Gemeinschaftsunternehmen von Bernhard Schulte Offshore, Buss Offshore Solutions und Ems Maritime Offshore zur Wartung der weit von der Küste entfernten Offshore-Windparks Gemini, Sandbank und DanTysk eingesetzt. Die Schiffe sind jeweils etwa 30 Tage vor Ort stationiert.

## Beschreibung
Zur Stromversorgung der dieselelektrisch angetriebenen Schiffe dienen je vier mittelschnelllaufende Viertakt-Dieselmotoren vom Typ Caterpillar 3512 mit insgesamt 7.060 kW Leistung. Die elektrische Leistung wirkt jeweils über Frequenzumrichter auf die Antriebe. Als Antriebe wurden insgesamt drei Propellergondeln, zwei am Heck und eine weitere unter dem Rumpf ausfahrbare Propellergondel, um den Anforderungen nach dynamischer Positionierung (DP 2) zu genügen. Zusätzlich stehen zwei Bugstrahlruder zur Verfügung.

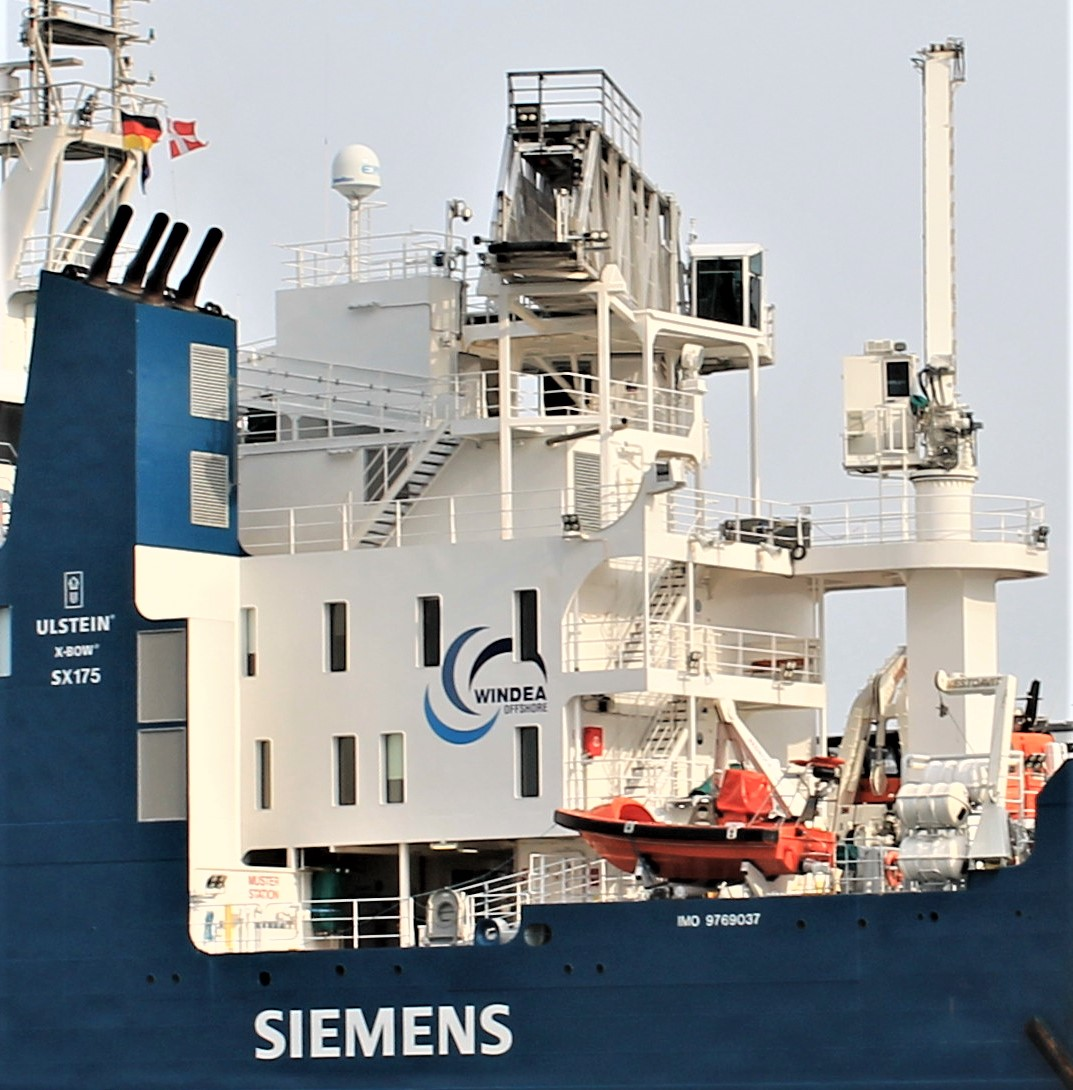
Blick auf die eingefahrene Gangway, die beim Einsatz hydraulisch stabilisiert vom Schiff direkt auf die Landeplattformen der Türme führt

Für Schiffsbesatzung und Servicetechniker stehen an Bord 60 Kabinen zur Verfügung. Die Windea Leibniz wurde Ende 2022/Anfang 2023 umgebaut und dabei unter anderem die Anzahl der Kabinen auf über 80 erhöht. Die Techniker werden von den Schiffen mit den notwendigen Werkzeugen und Ersatzteilen ausgestattet. Die Techniker werden je nach Einsatz und Wetter mit 12 Meter langen Tochterbooten zu den Türmen gebracht oder können über eine spezielle, hydraulisch stabilisierte Gangway direkt auf die Landeplattformen der Türme gelangen, auf denen sich die Windanlagen befinden.
Die Schiffe sind mit einem 380 m² großen Arbeitsdeck ausgestattet. Sie verfügen über einen Kran zum Bewegen von Lasten. Die Schiffe sind im Vorschiffsbereich mit einem Hubschrauberlandedeck ausgestattet.
Die besondere Rumpfform und der runde, als „X-Bow“ bezeichnete Bug, ist besonders gut für den Einsatz in der rauen Nordsee geeignet.

## Schiffe
| Ulstein SX175  | Ulstein SX175 | Ulstein SX175 | Ulstein SX175                                      | Ulstein SX175              |
| Bauname        | Baunummer     | IMO-Nr.       | Kiellegung Stapellauf Auslieferung                 | Spätere Namen und Verbleib |
| -------------- | ------------- | ------------- | -------------------------------------------------- | -------------------------- |
| Windea La Cour | 309           | 9769025       | 1. Juni 2015 15. Dezember 2015 23. Juni 2016       | in Fahrt                   |
| Windea Leibniz | 310           | 9769037       | 29. September 2015 27. April 2016 28. Februar 2017 | in Fahrt                   |